# Capitool van Idaho

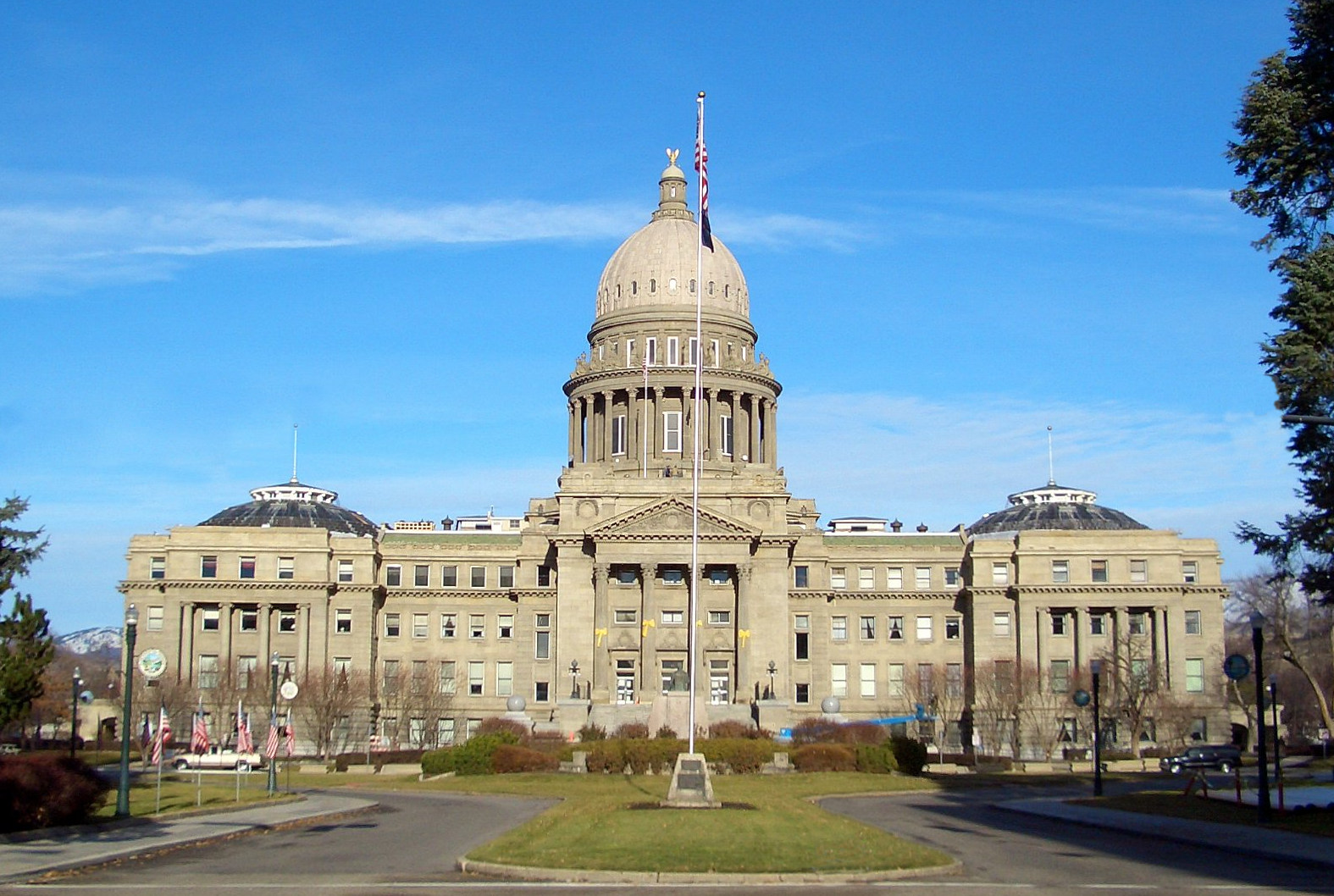
Het Capitool van Idaho in de hoofdstad Boise

Het Capitool van Idaho (Engels: Idaho State Capitol) is de zetel van de wetgevende en uitvoerende macht van de Amerikaanse deelstaat Idaho en bevindt zich in de hoofdstad Boise. Het Capitool herbergt het Huis van Afgevaardigden, de Senaat van Idaho en de kantoren van de gouverneur.
De bouw van het huidige Capitool begon in 1906 en werd in 1920 voltooid. De architecten waren John E. Tourtellotte en Charles Hummel. In 1998 werd er beslist het gebouw grondig te renoveren. De werken werden in 2010 voltooid.